# Panna cotta

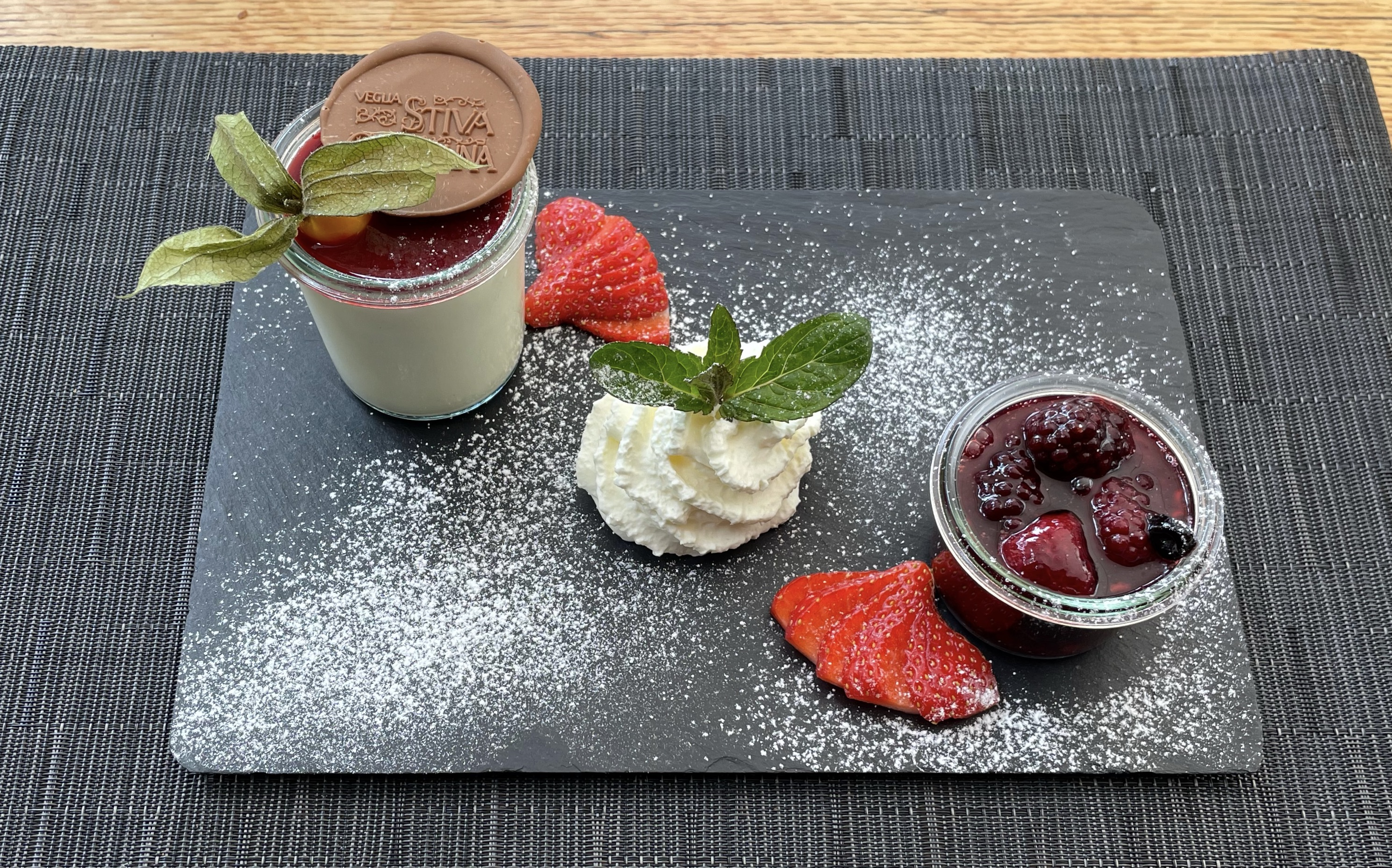
Dekorierte Panna cotta mit warmen Beeren

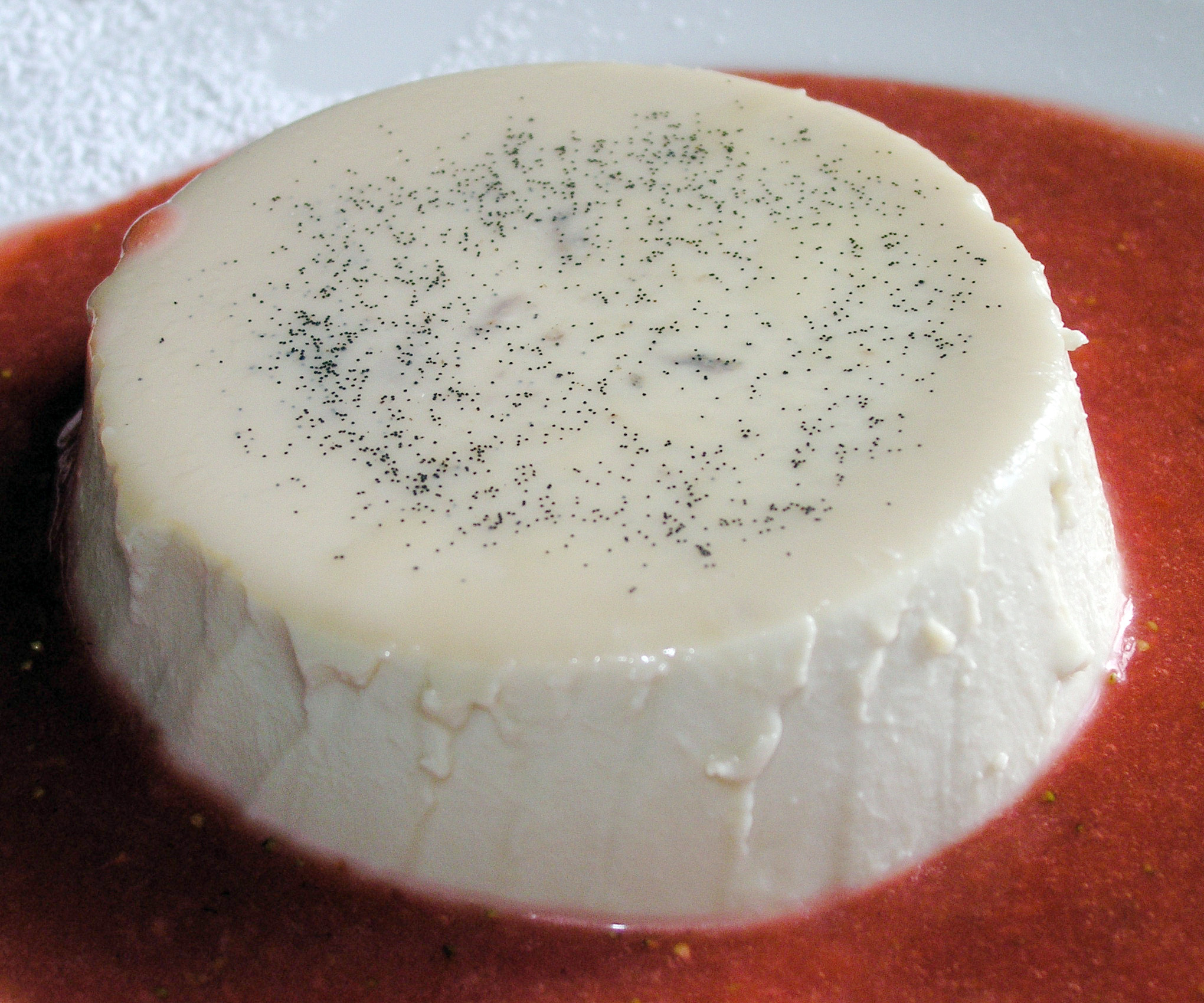
Panna cotta mit Erdbeersauce

Panna cotta (f.) (italienisch für „gekochte Sahne“) ist ein puddingartiges italienisches Dessert, das aus Rahm bzw. Schlagsahne, Zucker und heutzutage meist auch Gelatine zubereitet wird. Traditionell wird lediglich die Sahne aufgekocht und reduziert, daher auch der Name.

## Zubereitung
Die Sahne wird mit Zucker und ggf. Gewürzen wie Vanille und Zitronenschale aufgekocht.  Danach kann eingeweichte Gelatine hinzugegeben und untergerührt werden, bis diese sich aufgelöst hat. Es wird gerade so viel Gelatine hinzugegeben, dass die Creme nach dem Erkalten ihre Form behält, aber nicht zu fest ist. Die Masse wird auf Raumtemperatur heruntergekühlt und noch flüssig in Portionsgefäße gegossen und weiter gekühlt. Dabei sollten die Gefäße bedeckt werden, um die Bildung einer ledrigen Haut zu vermeiden. Nach dem Erstarren wird die Panna cotta gestürzt und meist mit Fruchtsoßen oder Kompotts serviert.
Die Sahne kann auch mit Joghurt, Mascarpone, Milch, saurer Sahne oder Mischungen daraus gestreckt werden. Eine energiereduzierte Variante wird mit Milch zubereitet, die mit Gelatine und Gewürzen aufgekocht und nach Erkalten mit Joghurt gemischt wird.
Bei einer Variante wird statt Gelatine Eiklar verwendet. Dabei wird die Sahne allerdings kurz aufgekocht und kurz darauf mit der Mischung aus Eiklar und Zucker verrührt. Die Masse wird in Portionsschälchen gegeben und für eine Stunde im Backofen bei 100 Grad Celsius gebacken.
Als vegane Alternativen zu Gelatine und Eiklar können Agar-Agar, Pektin u. a. verwendet werden.
Die vegane Variante der Panna cotta kann mit Mandelmilch (ähnlich dem Mandelsulz), Mandelmus, Kokosmilch oder Sojasahne hergestellt werden.

## Geschichte
Die Süßspeise ist seit dem 20. Jahrhundert in Piemont gebräuchlich, wo sie angeblich von einer Dame ungarischer Herkunft entwickelt wurde. Traditionell wurde als Bindemittel Hausenblase verwendet. Heute ist Gelatine gebräuchlich. Mittlerweile wird Panna cotta in ganz Italien und auch außerhalb davon zubereitet. Das Würzen mit Vanille und das Servieren mit Fruchtsoße, Karamell oder Schokolade sind neuere Phänomene.
Panna cotta hat Ähnlichkeit mit der heutigen Art der Zubereitung von Mandelsulz.